# SIMON破障槍榴彈
SIMON是一款由拉斐爾先進防禦系統公司所研製及生產的城市作戰破門用途的特殊22毫米槍榴彈。它還有的特色是可以給5.56×45毫米口徑的步枪，例如M4卡賓槍使用。

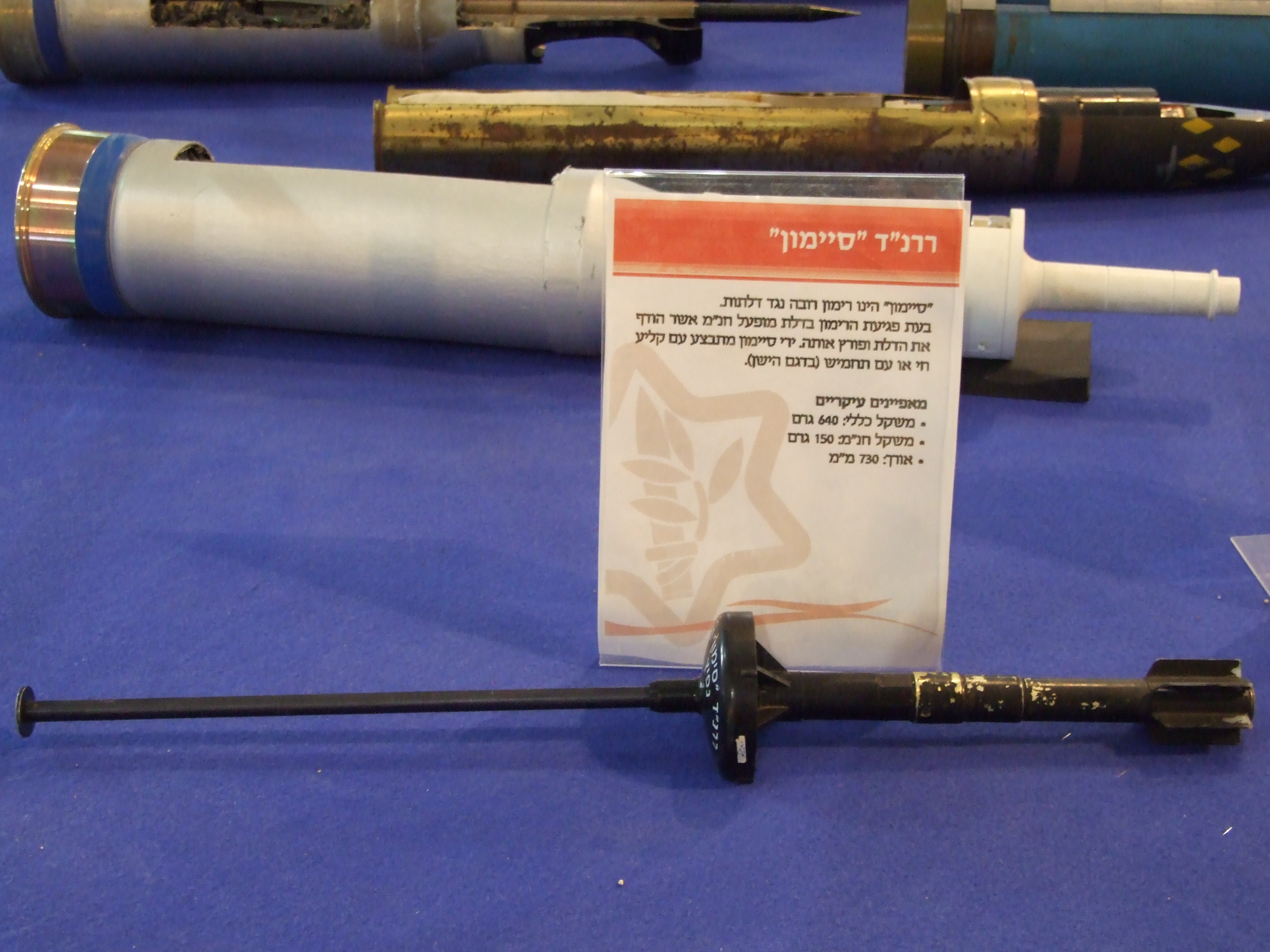
SIMON槍榴彈的特寫（下）。

## 背景
自從贖罪日戰爭以後，以色列國防軍要對抗的目標由原來阿拉伯國家（例如埃及和叙利亚附近）的正規軍隊，變成巴勒斯坦解放組織（阿拉伯語：منظمة التحرير الفلسطينية，簡稱：巴解）、解放巴勒斯坦人民阵线（簡稱：人陣）、哈马斯（阿拉伯語：حماس）、真主党（阿拉伯語：حزب الله）等游擊隊類組織。因此在約旦河西岸、加沙、黎巴嫩等南部城市的城鎮戰和反游擊戰比例開始增加。
在這些反游擊戰之中，需要更多時間控制繁華城市的建筑物內部，破門時往往是使用一發霰彈槍破門彈、一枝便攜式攻門錘、塑膠炸彈甚至在門後去踢門等等的方法，但是這些方法的共通缺點就是破門手必須非常接近建築物，因此許多事件之中的破門手在破門期間會變成敵方的誘殺陷阱和門後方的敵人埋伏攻擊以下的第一名受害者。
一般的40毫米榴彈（以色列國防軍亦有採用M203作為制式榴彈發射器之一）和反坦克火箭彈可以在牆壁上直接開洞以便突入，但是這樣破門的話可能會導致建築物內外較接近將被炸毀的或門牆壁的戰鬥人員被碎片或爆炸而嚴重傷害；如果要在救援被劫持人質期間使用的話，其巨大危險性導致人質死亡的話會導致國家關係和公眾輿論的惡化，而這個更是作戰進行的最大風險和枷鎖。正因如此，必須有一款可以與門保持一定距離並且輕易地炸毀牢固的門窗的特殊武器。
正因如此，除了以色列軍事工業公司之外，以開發戰利品主動防禦系統而著稱的坦克和裝甲戰鬥車輛保護系統、遙控武器系統及导弹研發生產商拉斐爾先進防禦系統公司研發了這種特殊用途槍榴彈，而研發的結果就是“SIMON”槍榴彈。

## 設計細節
SIMON槍榴彈的後部尾管（尾翼穩定部分）是用於協助完全插上在M16步槍、M4卡賓槍、IMI Galil步槍、塔沃爾TAR-21步槍等的5.56×45毫米北约突擊步槍槍管上，作為裝填及發射SIMON槍榴彈的重要部份，只要槍口消焰器或制退器直径為22毫米（0.87英吋）即可。槍榴彈尾管內部裝有彈頭捕捉器（英語：Bullet trap），因此其發射時可以直接以一發實心子弹或曳光彈，利用步枪子彈彈頭在榴彈尾管內被直接阻擋所產生的反作用力作為推進動力來源將榴彈射擊出去，這使得必須從實彈切換到空包彈進行射擊的步驟變得沒有必要。
彈頭部份是一個直径較大的中間圓盤部分，內部的炸藥為锥形装药。前端長桿為一根相當長的引信。彈頭在撞擊目標（例如某處的房門）的時候，會令前端長桿和中間圓盤狀戰鬥部的炸藥爆炸，其爆風有足夠威力將門窗的實體或是門的鉸鏈和門锁破壞以達到破門效果，爆炸維持的距離會讓爆風盡可能地沖向門的表面。在這種情況下，其宗旨是大大限制建筑物內外的人員所承受的損壞降至最低。
由於SIMON槍榴彈的主要設計目的只是作為破壞一扇門窗以製造突入口的武器的關係，儘管其最大有效射程大大縮短至約30公尺（32.81码，98.43英尺）的程度，事實上卻並無任何實用性的問題。
其後，拉斐爾先進防禦系統公司將SIMON槍榴彈的設計概念進一步發展，並且在後果成功研發了專門粉碎建築物牆壁以及門窗的MATADOR-WB發射器。那並不是槍榴彈，而是一種發射後即可拋棄的一次射擊型火箭發射器。
SIMON槍榴彈還有一種衍生型號也可以人手將其直接貼在門上使用，被稱為“靜態型SIMON”。

## 使用國

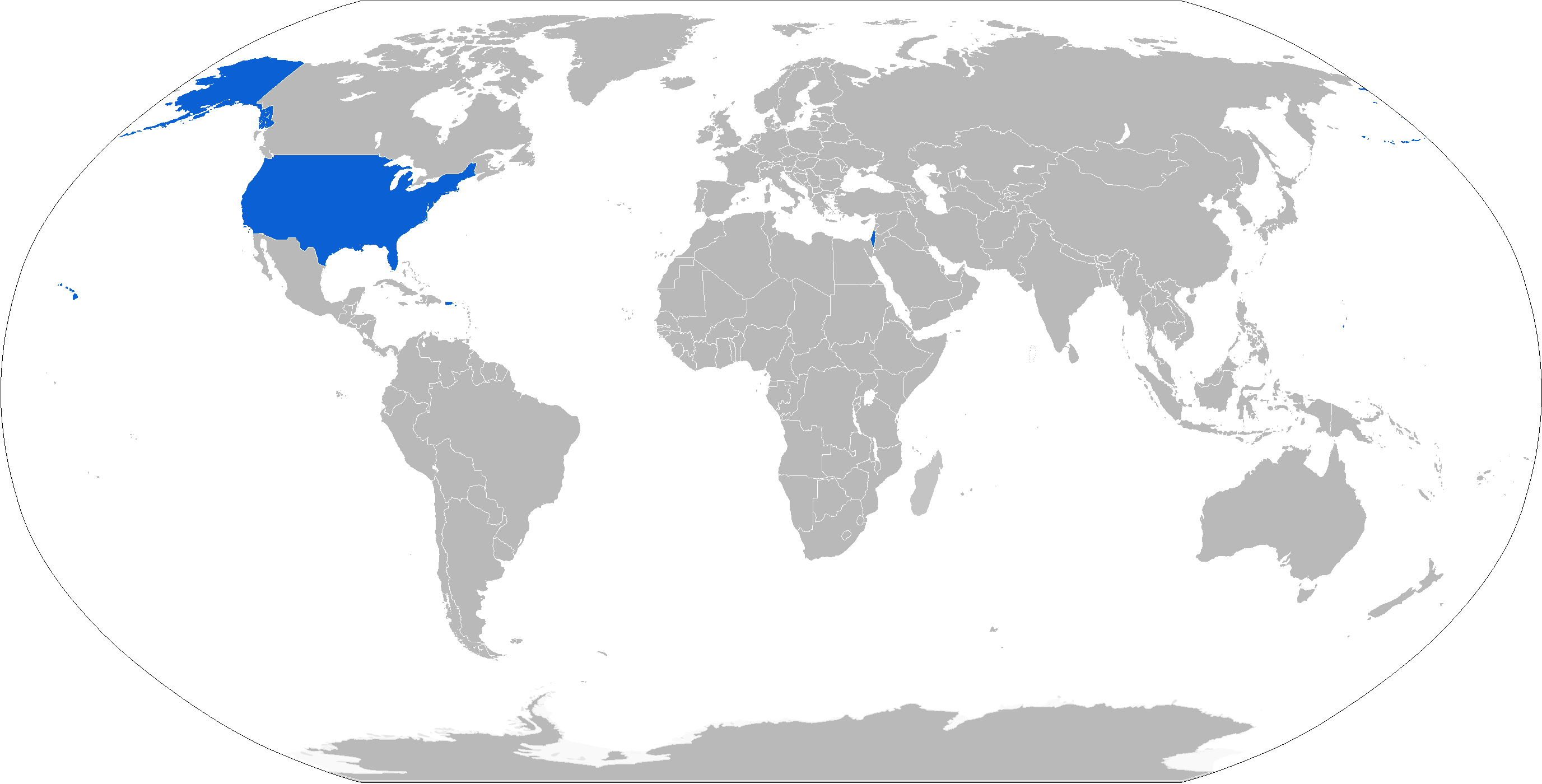
藍色為SIMON破障槍榴彈的使用國。

- 以色列
- 美国：衍生型SIMON 120目前正在美國軍隊服役，並且命名為M100 GREM（GREM，意為：突入型步槍榴彈）。改進的地方是原來規格涉及引信和可靠性的問題。[3]另外還有，M101 GREM-TP（TP，意為：打靶訓練（英语：Target practice））的惰性彈可以用作精度訓練，但並無爆炸危險。這槍榴彈系統於2005年是其中一個得到美國軍隊給予年度十大最佳發明獎的武器。[4]

## 資料來源
1. 1 2 3 4 5   (PDF).   [2011-01-29]. （原始内容 (PDF)存档于2011-11-02）.
2. ↑  .   [2011-01-29]. （原始内容存档于2008-11-13）.
3. ↑  . （原始内容存档于2008-02-28）.
4. ↑  .   [2011-01-29]. （原始内容存档于2007-06-21）.

## 外部連結
- （英文）—General Dynamics page on GREM （页面存档备份，存于）
- （英文）—Strategy Page article （页面存档备份，存于）
- （英文）—Strategy Page video
- （英文）—GREM fielded to troops - The Bayonet : : Digital Edition （页面存档备份，存于）
- （英文）—News video of GREM training and soldiers' views of the new weapon - liveleak.com （页面存档备份，存于）
- （英文）—YouTube上的M100 Grenade Rifle Entry Munition (GREM)
- （英文）—新時代武器（英语：Future Weapons）第3季第4集（播出順序為第23集）“以色列特輯”的YouTube上的相關視頻
- （简体中文）—D Boy Gun World（槍炮世界）—AR-15/M16专辑—面杀伤附件 （页面存档备份，存于）